# Семененко Данило Васильович
Семене́нко Дани́ло Васи́льович (1907 — 1965) — український рибалка, Герой Соціалістичної Праці.
Указом Президії Верховної Ради СРСР від 13 квітня 1963 року «за видатні успіхи в досягненні високих показників у вилові риби і виробництві рибної продукції, бригадир рибальського колгоспу „Чорноморець“ міста Очаків Миколаївської області Д. В. Семененко удостоєний звання Героя Соціалістичної Праці з врученням ордена Леніна і золотої медалі „Серп і Молот“».